# 黑水虻
黑水虻（學名：[Hermetia illucens] 错误：{{Lang}}：文本有斜体标记（帮助））又名亮斑扁角水虻，是雙翅目水虻科扁角水虻屬的一種昆蟲，广泛分布于世界各地 。黑水虻為新興飼料用蟲，其5龄之前的幼虫能将动物粪便、腐烂的有机物如腐肉和植物性垃圾等转化为高品質蛋白质。此外，黑水虻可應用於處理廚餘，其生存力強，能掠奪蠅蛆的食物，進而驅逐蠅蛆。
预蛹期与成虫期的黑水虻不进食。